# ژان-کلود رنار
ژان-کلود رنار (به فرانسوی: Jean-Claude Renard) نویسنده و شاعر قرن بیستم میلادی اهل فرانسه بود.